# 貝納祺
貝納祺，OBE，QC，JP（1922年1月22日—1996年9月22日），律師出身，於1949年創立香港最早的議政團體革新會，於市政局擔任議員多年，任內致力爭取直選政制。

## 生平
貝納褀就讀於西敏書院及劍橋大學，1943年成為執業律師。1945年跟隨皇家海軍抵達香港後，決定定居當地。1946年，貝納祺加入香港大律師公會，1960年，成為御用大律師，1963年更成為大律師公會主席。
1949年1月，貝納祺與友人創立革新會，爭取政制改革。他於1952年5月31日當選為市政局議員，一直連任至1985年，在當年市政局選舉中，以33票輸給香港文理書院校長周張慧冰。他在1988年區議會選舉中成功擊退左派背景的鍾樹根及柴灣北區議員唐楚彥，擔任東區區議員並在1991年成功再被選入市政局。1994年因身體問題，退出政壇並支持鍾樹根當選市政局議員。
貝納祺也是位於赤柱的香港航海學校的創辦人之一，協助貧困的少年都可以有機會接受訓練成為海軍一員。
貝納祺深受在二戰時在緬甸看到的茶農啟發，在1949年於大嶼山昂坪寶蓮寺後購入一塊佔地約42公頃的高原開發成「昂坪茶園」，開始種植香港本地出產的茶葉，身故後茶園交由妻子打理。
1973年，出任新大嶼山巴士主席。
大嶼山石壁郊遊徑前稱即為貝納祺徑。
貝納祺在1970年跟派翠西亞·舒爾勒·希思（Patricia Sheelagh Heath）結婚。他在1996年死於腦腫瘤，終年74歲。有3名繼子女：韋浩德（Robert Whitehead）SC為現任香港大律師公會副主席，伊恩·懷特海德博士（Dr. Ian Whitehead）和薩拉·德賴弗（Mrs. Sarah Driver）。亦有9名孫子女：多米尼克·懷特海德（Dominique Whitehead），約翰·布魯克·懷特海德（John Brook Whitehead），馬克斯·懷特海德（Max Whitehead），蒂亞戈·懷特海德（Tiago Whitehead），雨果·懷特海德（Hugo Whitehead），布魯克·德賴弗（Brook Driver），米莉森特·德賴弗（Millicent Driver），費伊·德賴弗（Faye Driver），與阿爾奇·德賴弗（Archie Driver）。

## 資料來源
1. ↑  . 香港經濟日報. 2010-05-26  [2012-05-07].[永久]